# Enzyminhibitor
Enzyminhibitorer eller enzymhæmmere er molekyler, der binder til enzymer og forringer deres aktivitet. Eftersom blokering af et enzyms aktivitet kan dræbe en patogen eller korrigere en metabolsk ubalance, er mange medikamenter inhibitorer. De bruges også som herbicider og pesticider. Ikke alle molekyler, der binder til enzymer, er inhibitorer; enzymaktivatorer binder til enzymer og forøger deres enzymatiske aktivitet.
Bindingen af en inhibitor kan hindre et substrat i at nå til enzymets aktive site og/eller hindre enzymet i at katalysere dets reaktion. Inhibitorbinding er enten reversibel eller irreversibel. Irreversible inhibitorer reagerer normalt med enzymet og reversible inhibitorer binder ikke-kovalent og forskellige typer af inhibering produceres afhængigt af, om disse inhibitorer binder enzymet, enzym-substrat-komplekset eller begge.
Mange medikamentmolekyler er enzyminibitorer, så deres opdagelse og forbedring er et aktivt område inden for biokemi- og farmakologiforskningen. Et medicinal enzyminhibitor dømmes ofte efter dens specificitet (dens mangel på binding til andre proteiner) og dens potens (dens dissocieringskonstant, som indikerer koncentrationen behøvet for at inhibere enzymet). En høj specificitet og potes sikrer, at et medikament vil have få bivirkninger og derfor lav toksitet.
Enzyminhibitorer forekommer også naturligt og er involverede i reguleringen af stofskiftet. For eksempel kan enzymer i stofskifteveje inhiberes af senere produkter. Denne type af negativ feedback sænker flukset gennem en vej, når produkterne ophobes og er en vigtig måde på at bibeholde homøostase i en celle. Andre cellulære enzyminhibitorer er proteiner, der specifikt binder til og inhiberer et enzymmål. Dette kan hjælpe i kontrolleringen af enzymer, der kan være ødelæggende for cellen, såsom proteaser eller nukleaser; et veldefineret eksempel er ribonukleaseinhibitoren, som binder til ribonukleaser i en af de tættest kendte protein-protein-interaktioner. Naturlige enzyminhibitorer kan også være giftstoffer og bruges som forsvar mod prædatorer eller som middel til at dræbe bytte.